# Jadwihin Sch.
Jadwihin Sch. (belarussisch Ядвігін Ш., wiss. Transliteration Jadvihin Š., eigentlich: Anton Iwanawitsch Ljawizki, wiss. Transliteration Anton Ivanavič Ljavicki; * 13. Juni 1868 in Dobasna; † 14. Februar 1922 in Wilna) war ein belarussischer Schriftsteller und Publizist.

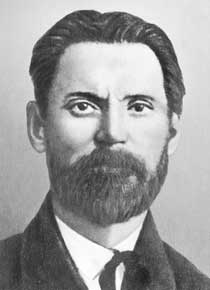
Jadwihin Sch.

## Leben
Ljawizki wurde am 13. (25.) Juni 1868 auf dem Gut Dobasnja bei Rahatschoǔ, östlich von Babruisk, geboren, wo sein Vater, ein verarmter Landedelmann, als Verwalter tätig war. Seine erste Schulbildung erhielt er bei der Tochter des belarussischen Dichters Winzent Dunin-Marzinkewitsch, auf dessen in der Nähe von Minsk gelegenem Gut Ljuzynka. Er besuchte das Gymnasium in Minsk und studierte anschließend in Moskau Medizin. Wegen Teilnahme an einer Studentenmanifestation wurde er 1890 in das berüchtigte Butyrka-Gefängnis geworfen.
Hier übersetzte er Wsewolod Garschins Erzählung „Das Signal“ ins Belarussische. Der Text kam 1891 als selbständiges Büchlein in Moskau heraus und wurde 1914 in Vilna erneut aufgelegt. Nach seiner Entlassung aus der Haft legte er ein Pharmazie-Examen ab und kehrte in seine Heimat zurück. In Radaschkowitschy, nordwestlich von Minsk, arbeitete er zunächst in einer Apotheke und betrieb dann einen ländlichen Kramladen. Ab 1897 widmete er sich, nachdem er drei Jahre zuvor geheiratet hatte, auf dem nahegelegenen Familienanwesen Karpilaǔka der Landwirtschaft sowie literarischen Arbeiten.
Seit 1903 erschienen seine zunächst russisch oder polnisch geschriebenen Erzählungen und Artikel in verschiedenen Vilnaer und Minsker Zeitungen. Bald aber wandte er sich ganz dem Belarussischen zu, und als 1906 in Vilna die ersten belarussischen Zeitungen „Nascha dolja“ und „Nascha niva“ herauskamen, nutze er sie von Anfang an die wirkungsvollste Bühne für seine Werke in Belarussisch. Zeitweise lebte er nun in Vilna und leitete die Literaturabteilung der Zeitung „Nascha niva“. Anfang 1914 zog er nach Minsk und arbeitete dort an der belarussischen Landwirtschaftszeitschrift „Sacha“ sowie an der von der Dichterin Zjotka (Alaisa Paschkewitsch) ins Leben gerufenen Kinderzeitschrift Lutschynka mit.
Während des Ersten Weltkrieges stand er dem Minsker Arbeitsbüro vor und betätigte sich eifrig in verschiedenen belarussische Hilfsorganisationen zugunsten von Flüchtlingen und Kriegsopfern. Schwer an Tuberkulose erkrankt, ging er im Herbst 1920 nach Vilna, um von dort zur Kur nach Zakopane zu reisen. Er starb am 14. Februar 1922 in Vilna.

## Werke
Jadwihin Sch. schrieb hauptsächlich  humoristische, allegorische und gesellschaftskritische Erzählungen.

## Übersetzungen ins Deutsche
- Hundedienst. Übers. Klaus Müller. In: Belarussische Erzählungen. Minsk: Bellitfond 2000. S. 7–8. [Prosa]
- Der Mensch Übers. Norbert Randow; Ein Hundedienst (Übers. Klaus Müller); Die Leidgeprüfte; In Erfüllung dienstlicher Obliegenheiten (Übers. Karl Gutschmidt). In: Die junge Eiche. Leipzig:  Reclam 1987. S. 13–26. [Prosa]
- Die Birke; Das Darlehen. Übers. Ferdinand Neureiter. In: Weissrussische Anthologie. München: Sagner 1983. S. 40–45. [Prosa]
- Hundedienst; Der gelehrte Ochse; Die Glückliche. Übers. Klaus Müller. In: Störche über den Sümpfen. Berlin: Volk und Welt 1971. S. 28–34 [Prosa]